# María de la O (película de 1958)
María de la O es una película española del año 1958, protagonizada por Lola Flores, producida por Suevia Films.

## Datos básicos
- Duración: 98 minutos
- Género: Drama
- Producción: Cesáreo González
- Dirección: Ramón Torrado
- Guion: Manuel Tamayo
- Fotografía: Juan Marine
- Música: Juan Quintero
- Montaje: Gaby Peñalba

## Reparto
- Lola Flores
- Gustavo Rojo
- Manuel Luna
- Antonio González
- Manuel Arbó
- Marisa Prado
- Aurora Alonso
- Pilar Cansino

## Argumento
La historia de amor de María de la O, una joven gitana, y el dueño de un cortijo andaluz. El novio gitano de la joven se interpone en la relación al igual que la pretendienta del señorito andaluz.

## Canciones
- "El cabrerillo", de R. Duyos y J. Romo.
- "No te mires en el río", de Rafael de León y Manuel L. Quiroga.
- "Dime que me quieres", de Rafael de León y Manuel L. Quiroga.
- "Lerele", de F. Muñoz Acosta y Genaro Monreal.
- "Ya no te quiero gitano", de Salvador Valverde, Rafael de León y Manuel L. Quiroga.
- "Herencia gitana", de Cantarrana, Ramón Perelló y Juan Mostazo.
- "María de la O", de Salvador Valverde, Rafael de León y Manuel L. Quiroga.

(Todas cantadas por Lola Flores, "El cabrerillo" es cantada además por Antonio González , El Pescaílla).